# 罗普 (嘉靖进士)
羅普（1487年—？年），字守約，广东潮州府饶平县人，軍籍。明朝政治人物，同进士出身。

## 生平
治《書經》，行一，正德八年（1513年）廣東鄉試第十九名舉人，年三十七歲中式嘉靖二年（1523年）癸未科會試第一百十九名，第三甲第一百七名進士。任浙江常山縣知县。

## 家族
曾祖羅德。祖父羅懽。父羅驚。母林氏。慈侍下。弟羅山。